# 이반 가리엘
이반 가리엘 무뇨스(스페인어: Iván Garriel Muñoz, 2005년 4월 3일~)는 스페인의 축구 선수이다. 바야돌리드와 스페인 연령별 대표팀에서 수비수로 활동하고 있다.

## 어린 시절
스페인 카스티야이레온주 바야돌리드도 이스카르에서 태어난 그는 11세의 나이에 CD 이스카르에서 레알 바야돌리드로 이적했다.

## 구단 경력
2022년 9월 10일, CD 기후엘로와의 세군다 페데라시온 홈 경기에서 교체 선수로 출전해 성인 데뷔전을 치렀다.

2023년 8월 31일, 2027년까지 구단과 계약을 연장했으며, 1군으로 승격된 그는 9월 10일 엘체 CF와의 홈 경기에서 교체로 출천해 프로 데뷔전을 치렀다.

## 국가대표팀 경력
스페인 연령별 대표팀에 계속해서 소집되었다.